# Lemnhults distrikt
Lemnhults distrikt är ett distrikt i Vetlanda kommun och Jönköpings län. 
Distriktet ligger i sydöstra delen av kommunen. 

## Tidigare administrativ tillhörighet
Distriktet inrättades 2016 och utgörs av socknen Lemnhult i Vetlanda kommun.
Området motsvarar den omfattning Lemnhults församling hade vid årsskiftet 1999/2000.